# Cratère d'Euphronios (Met 1972.11.10)
Pour les articles homonymes, voir Cratère d'Euphronios.
Le « cratère d'Euphronios » est un cratère en calice à figures rouges du peintre attique Euphronios, daté de 515 av. J.-C. environ. Considéré comme l'un des plus beaux exemplaires de la céramique grecque antique, il représente sur sa face principale un sujet homérique, Hypnos et Thanatos enlevant le corps de Sarpédon, d'où le nom de « cratère de Sarpédon » parfois donné au vase.
Le vase a été pillé dans une tombe étrusque près de Cerveteri, en décembre 1971. Il entre ensuite au Metropolitan Museum of Art de New York en 1972 (numéro d'inventaire 1972.11.10) avant d'être restitué à l'Italie en 2008. D'abord présenté au musée national étrusque de la villa Giulia, à Rome, il est exposé, depuis 2014, au Museo Nazionale Archeologico (Cerveteri).

## Caractéristiques
Il s'agit d'un cratère en calice, forme devenue courante au milieu du VIe siècle av. J.-C., en argile peinte dans le style de la figure rouge. Il est signé du potier Euxithéos et du peintre Euphronios sur la face A. Il est haut de 45,8 cm pour un diamètre de 55,15 cm et un diamètre du pied de 29,5 cm ; sa contenance est de 45 litres environ. Les figures mesurent 19 cm de haut.
Le vase a été brisé, puis réparé ; il comporte toutefois de petites lacunes. La réparation apparente date de l'Antiquité ; elle consiste en deux agrafes en métal de deux griffes chacune (le métal a été détruit par la corrosion). Le restaurateur antique a pris soin de ne pas endommager les figures, ce qui témoigne que le vase était déjà considéré comme une pièce d'exception.
Le cratère est généralement daté de 515 av. J.-C. environ en raison de la forme du vase et du style du décor, mais aussi de l'inscription kalos qui figure sur la face B : « Léagros est beau ».

## Analyse stylistique

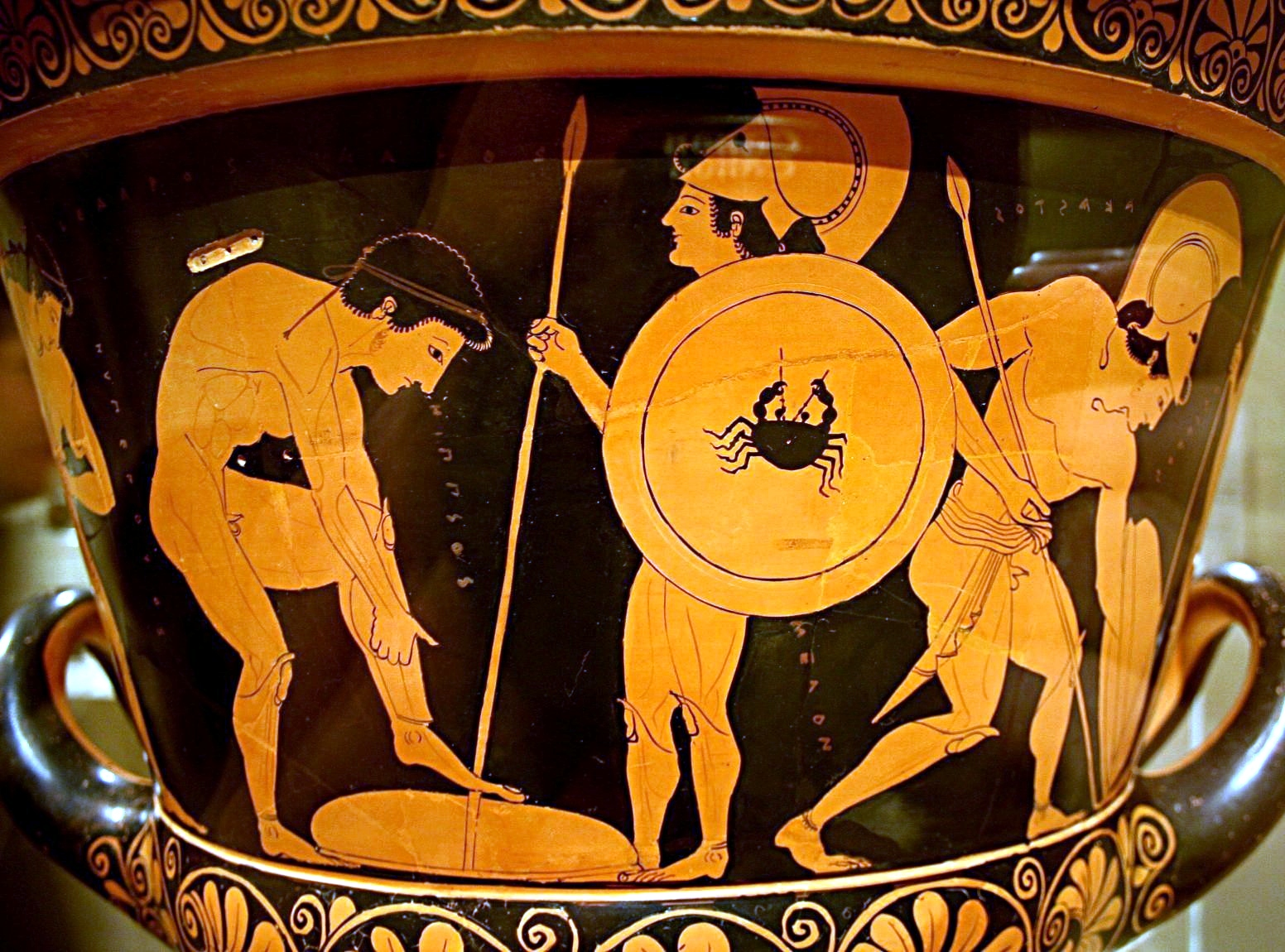
Face B du cratère : jeunes hommes s'armant.

Des rehauts rouges ont été utilisés pour toutes les inscriptions, la crête du cimier des casques, la bride du pétase qui passe sous le menton et sur la nuque d'Hermès, le baudrier d'Hypnos, les blessures de Sarpédon et le sang qui en jaillit, ainsi que son bandeau.
Le peintre fait aussi un usage abondant de la ligne en relief pour les contours. Pour ce cratère, Euphronios a utilisé toutes les gammes de ton rouge de la peinture diluée. Il n'utilise plus ici, comme sur ses vases précédents, des lignes en relief d'un noir profond pour représenter l'anatomie, il y préfère l'utilisation de différents lavis, allant de l'ocre clair au marron foncé. Ainsi, il utilise un lavis clair pour rendre le modelé des muscles. Un grand soin a été apporté aux détails de l'image : les écailles des ailes d'Hypnos et Thanatos, les cils des personnages, la représentation des doigts. Tous ces éléments enrichissent l'image, qui atteint une qualité rarement égalée. Au contraire, la face B est un peu moins soignée.

## Analyse iconographique
La face A représente les génies du sommeil et de la mort, Hypnos et Thanatos, armés en hoplites et dotés d'une paire d'ailes. Ils soulèvent le corps du prince lycien Sarpédon du champ de bataille de la guerre de Troie pour le rapporter dans sa terre natale. Hermès, portant le pétase et le caducée, est présent en tant que psychopompe, c'est-à-dire conducteur des âmes. La scène est encadrée par les Troyens Léodamas et Hippolytos. Tous les personnages sont nommés par des inscriptions. Sarpédon est nu à l'exception de ses jambières, car le Grec Patrocle l'a dépouillé de son armure et de ses armes après l'avoir tué. La scène représente les vers 666-675 du chant XVI de l'Iliade. Euphronios en donne une autre lecture sur un autre vase, où Hypnos et Thanatos sont représentés sans leurs ailes.
La face B représente trois jeunes gens en train de s'armer en présence de deux hoplites. Elle ne présente pas de rapport apparent avec la face A, mais les noms mythologiques qui apparaissent dans le champ laissent penser qu'il ne s'agit pas d'une scène ordinaire.
Les scènes figurées sont encadrées par des frises de palmettes sous le rebord et sous les anses.